# Tào Đức Thắng
Tào Đức Thắng (sinh năm 1973) là Trung tướng Quân đội nhân dân Việt Nam, quân nhân người Việt Nam. Ông hiện là Chủ tịch kiêm Tổng giám đốc Tập đoàn Công nghiệp – Viễn thông Quân đội (Viettel), Phó Chủ tịch Hiệp hội An ninh mạng Quốc gia nhiệm kỳ: 2023 - 2028.

## Quá trình công tác
Sau khi tốt nghiệp trường Đại học Bách Khoa – Hà Nội năm 1995, ông xin vào làm việc tại Bưu điện Hà Nội. Cụ thể như sau:
- Từ tháng 10 đến hết 31/12/1997 làm việc tại Phòng quản lý kỹ thuật – Công ty điện thoại Hà Nội, chức vụ là chuyên viên.
- Từ tháng 1/1998 đến tháng 7/2005 làm việc tại Phòng quản lý viễn thông thuộc Bưu điện Hà Nội, chúc vụ là chuyên viên.[1][2][3]
- Từ tháng 8/2005 đến tháng 9/2007, ông Thắng gia nhập Viettel và làm Phó giám đốc phụ trách trung tâm điều hành kỹ thuật của Công ty Viettel Telecom thuộc Tổng công ty Viễn thông Viettel.
- Từ tháng 10/2007 đến 8/2008 ông được bổ nhiệm và giữ chức vụ giám đốc trung tâm.
- Từ tháng 8/2008 đến tháng 3/2010 ông Tào Đức Thắng trở thành Phó giám đốc Tổng công ty Viễn thông Viettel.
- Từ tháng 4/2010 đến tháng 7/2013 ông Thắng giữ chức Giám đốc Tổng công ty mạng lưới Viettel.
- Từ tháng 5/2014 đến tháng 6/2015 giữ chức vụ Tổng giám đốc Viettel Global[4][5]
- Từ tháng đó đến nay ông là Thành viên HĐQT Viettel Global.[6]
- Mới đây, ngày 25/12, ông Tào Đức Thắng được Thủ tướng Chính phủ đã ban hành quyết định bổ nhiệm đại tá Tào Đức Thắng, Phó tổng giám đốc Viettel giữ chức Chủ tịch kiêm Tổng giám đốc của tập đoàn này từ ngày 1/1/2022.
- Ngày 30/12/2023, ông được thăng quân hàm Thiếu tướng.
- Ngày 25/07/2025, ông được thăng quân hàm Trung tướng.[7]